# Бердиєв Микола Володимирович
Микола Володимирович Бердиєв — (*19 грудня 1922, Полторацьк (нині  — Ашгабат, Туркменська область, Туркестанська АРСР, РСФСР — †15 серпня 1989) — трубач, педагог, композитор, професор Київської державної консерваторії імені П. І. Чайковського, Заслужений артист УРСР .

## Життєвий шлях
Народився 19 грудня 1922 року в місті Полторацьк (нині  — Ашгабат, Туркменська область, Туркестанська АРСР, РСФСР. Початкову музичну освіту здобув у дитинстві вихованцем військового духового оркестру. Музичне професійне навчання почав у Московському музичному училищі в якому навчався з 1938 по 1940 рік. Першим професійним вчителем по класу труби у Миколи Бердиєва був відомий трубач, педагог, соліст симфонічного оркестру Великого театру СРСР Іван Василевський, який більше 30-ти років виконував партію першої труби в оркестрі театру. Звуку його труби притаманна була яскравість і могутність, та великої сили голос (що на ту добу було характерно для трубачів). Разом з тім, він органічно вливався в звучання всього оркестру. Василевський був неабияким віртуозом. Він легко і граційно виконував найскладніші оркестрові партії в операх. Чудовий педагог, який вирізнявся простотою й вимогливістю. З його класу вийшло багато прекрасних солістів та оркестрових музикантів. Серед них М. Бердиєв, Т. Докшицер, О. Усач, В. Юдін та багато інших музикантів. Після переїзду до Києва в 1941 році Микола Бердиєв закінчує Київське музичне училище.
В роки Другої Світової війни Бердиєв проходив службу у різних військових частинах, але військовий диригент Маркус добився його переводу в духовий оркестр, яким керував. Саме Маркус допоміг багатьом талановитим музикантам, уникнути прямих бойових дій.
Після закінчення війни М. Бердиєв навчався у Київській консерваторії в класі видатного професора, засновника київської школи гри на трубі В. М. Яблонського — людини дивовижної духовної культури, яка користувалася великим авторитетом і повагою серед колег і студентів.
Від 1948 року Микола Володимирович Бердиєв починає працювати викладачем по класу труби в Київському музичному училищі ім. Р. М. Глієра, а з 1949-го він асистент професора В. Яблонського в Київській консерваторії ім. П. І. Чайковського. Працюючи солістом симфонічного оркестру Київського театру опери та балету (1944—1972), викладачем музичного училища і консерваторії, М. Бердиєв багато часу приділяє сольному виконавству. На початку 50-х років у творчій біографії Миколи Володимировича відбуваються кілька важливих подій. Про це свідчить зростання його виконавської майстерності як талановитого музиканта та його інтенсивний художній розвиток. Він з честю представляє українську виконавську школу гри на трубі не тільки в Україні, але й за кордоном.
На Всесвітньому фестивалі молоді та студентів у Берліні (1951) М. Бердиєв стає Лауреатом II премії. З цього часу його ім'я відоме у всьому світі. Він серйозний конкурент російському майстру гри на трубі Т. Докшицеру. Записи М. Бердиєва та Т. Докшицера часто транслювалися на радіо по всій території Радянському Союзу. У фондах українського радіо зберігаються записи у виконанні Бердиєва творів Аренського, Пескіна, Дремлюги та інших композиторів. Виконавська майстерність талановитого музиканта викликала схвальні відгуки видатних музикантів та композиторів того часу. Ось що писав про виконавську майстерність Бердиєва народний артист СРСР Г. І. Майборода: «Слухаєш його гру і здається, що не існує ні технічних труднощів, ні меж музичної виразності. Надзвичайно багатий, красивий тембр звуку, що він його видобуває з труби, змушує згадувати таких прекрасних майстрів, як Полянський, Юр'єв та інших».
Життя та праця Бердиєва в Україні тісно пов'язані з українською музикою та творчістю відомих українських композиторів. Завдяки йому путівку в життя отримали багато творів українських композиторів, а саме — Дремлюга, Гомоляка, Колодуб та інші. Завдяки такому тісному зв'язку з українською композиторською школою Бердиєв став не тільки постійним виконавцем нових творів, а й творцем власних творів для труби. Композиторську майстерність Микола Володимирович здобув у класі Георгія Майбороди.
На створення своїх музичних творів Бердиєва завжди надихала українська пісенність, її прониклива задушевність. У його ліричних творах — «Елегія», «Романс», у численних концертах для труби яскраво виражена українська народна музична орнаментика. Серед найвідоміших творів великої форми — 1-й, 2-й та 3-й концерти для труби. Твори, надзвичайно технічно складні, які повною мірою репрезентують звукові, динамічні та технічні можливості сучасної труби. Вступ завжди мав фанфарно-урочистий характер. Впевнено ввійшли в концертний репертуар сучасних виконавців такі його твори на трубі, як «Романс», «Елегія», «Поема та Скерцо», романси для голосу, дитячі мініатюри, збірки ансамблів. Відомі також слухачам та виконавцям переклади для труби М. Бердиєва творів Генделя, Бетховена, Моцарта, Косенка, Ревуцького. Велике значення в методиці викладання гри на трубі не тільки в Україні, а й за кордоном мають його збірки етюдів.
Твори Бердиєва суттєво збагатили концертний репертуар трубачів не тільки України, а й інших країн. Нині їх включено до програм багатьох конкурсів виконавців на мідних духових інструментах.
Паралельно з виконавською та композиторською діяльністю Микола Володимирович інтенсивно і дуже плідно провадить педагогічну роботу. Більш як 40 років налічує його педагогічний стаж. У своїй педагогічній діяльності Микола Володимирович багато уваги приділяв техніці виконання, особливо культурі звучання. У класі завжди панувала атмосфера доброзичливості, уваги, чутливості, сердечності і великої професійної вимогливості. Коли в учня з'являлися якісь професійні проблеми, Микола Володимирович ніколи не відмовляв у допомозі.
М. В. Бердиєв перебував у стані постійних пошуків. Він був одним із перших серед духовиків які розпочали працю над найсучаснішими школами гри на трубі — Шльозберга, Маджіо, Стемпа. Вивчав цей матеріал, випробовував його на собі, відбирав найцікавіше для себе та своїх учнів. А його вислів: «Я заряджаю вас знаннями, як гармату. Подивимося, хто з вас вистрілить…» його учні пам'ятають і досі. І справді, багато хто з них з часом «вистрілив».
За багаторічну плідну творчу діяльність Миколі Бердиєву 1969 року присвоєно звання заслуженого артиста України. Він першим з українських трубачів став членом Міжнародної гільдії трубачів.

Помер Микола Володимирович Бердиєв 15 серпня 1989 року. Похований на Байковому кладовищі в Києві.
Перший вчитель Миколи Іван Василевський казав: «Якщо викладачу за все життя вдається виховати хоча б одного справжнього музиканта-артиста, то це щасливий вчитель». М. Бердиєв же виховав цілу плеяду справжніх музикантів, які зберігають пам'ять про свого вчителя. Серед його учнів: О. Чуприна, К. Нємечек, О. Кобець, Ю. Блінов, Г. Фесюк, А. Погрібний, О.Гуцал, Ю.Кафелніков та інші. Його учень, Соліст симфонічного оркестру Національного Театру опери і балету України, доцент Київської музичної Академії ім. П. І. Чайковського України Олександр Чуприна пише про свого вчителя: "Вперше в житті я почув гру М. Бердиєва 1969 року. У Київському театрі опери та балету ім. Т. Г. Шевченка, йшла вистава балету П. І. Чайковського «Лебедине озеро». Я був зачарований звучанням оркестру і вражений грою окремих виконавців. Особливо мені сподобалося оксамитове соло труби. Потім я дізнався, що партію труби виконував Заслужений артист України М. Бердиєв. Гра цього майстра мені запам'яталася на все життя. Упродовж всього мого шляху музиканта я дякую долі, що звела мене з цим талановитим виконавцем і вчителем.

Могила Миколи Бердиєва

Разом зі своїм вчителем, професором В. Яблонським виховав покоління трубачів, які продовжили і збагатили традиції київської школи гри на трубі. Багаторічна концертно-оркестрова діяльність, плідна педагогічна праця професором Київської державної консерваторії ім. П. І. Чайковського, композитором, солістом симфонічного оркестру Київського театру опери та балету висунула Миколу Володимировича в ряд найвідоміших і авторитетніших музикантів не тільки України а й усього світу.
Помер 15 серпня 1989 року. Похований в Києві на Байковому кладовищі.